# کلاوس چیرا
کلاوس چیرا (آلمانی: Klaus Tschira؛ ۷ دسامبر ۱۹۴۰ – ۳۱ مارس ۲۰۱۵) کارآفرین، بازرگان و مدیر ارشد اجرایی آلمانی بود، که در سال ۱۹۷۲ با مشارکت دیتمار هوپ، هانس-ورنر هکتور، هاسو پلاتنر و کلاوس ولنرویتر شرکت اس آ پ را تأسیس نمود.